# Symplocos tacanensis
Symplocos tacanensis är en tvåhjärtbladig växtart som beskrevs av Cyrus Longworth Lundell. Symplocos tacanensis ingår i släktet Symplocos och familjen Symplocaceae. Inga underarter finns listade i Catalogue of Life.